# DV
DV (англ. Digital Video) — семейство цифровых форматов наклонно-строчной магнитной видеозаписи, а также тип видеокомпрессии, разработанный совместными усилиями крупнейших производителей видеооборудования: Sony, Panasonic, Philips, Hitachi и JVC и представленный в 1993 году.

## Развитие
Первичная спецификация DV была представлена 1 июля 1993 года и на данный момент охватывает видеоформаты как стандартного разрешения, так и высокой четкости.
Согласно стандарту МЭК 61834 формат DV разрабатывался как система видеозаписи бытового назначения. В связи с этим невысокая цена оборудования и носителей изначально закладывались в базовый формат. Однако, высокие характеристики и потенциальные возможности формата позволили создать на его основе профессиональные видеоформаты для прикладных и вещательных применений по умеренной цене. Форматами, ставшими первыми членами семейства DV, являются DVCAM, разработанный фирмой Sony, и DVCPRO (стандартизованный под шифром D-7), созданный фирмой Panasonic. Дальнейшее развитие семейства форматов DV привело к появлению компактных бытовых видеокамер с кассетами MiniDV, Digital8, HDV и профессиональных форматов Digital-S, DVCPRO50 и DVCPRO HD.

## Цифровой интерфейс
Для обмена видеоданными в компрессированном виде между устройствами формата DV и компьютерами в 1995 году фирма Sony применила новый цифровой интерфейс Digital DV, известный также под названиями FireWire, i.Link и IEEE 1394. Интерфейс FireWire был разработан компьютерной фирмой Apple для высокоскоростного обмена данными в последовательной форме (до 400 Мбит/с на расстоянии 4,5 м). В 1995 году интерфейс FireWire был утвержден Институтом инженеров по электротехнике и радиоэлектронике IEEE в качестве стандарта IEEE 1394. Видео с плёночных устройств передаётся потоком. На ПК видео в формате DV захватывается специальным ПО и сохраняется в контейнер (как правило AVI).
Передача данных производится в виде DIF-последовательности (англ. Digital Interface Format), содержащей данные видео, звука и субкода, включающего временной код, данные управления и другие дополнительные данные. Один кадр видео в зависимости от стандарта передается за 10 (NTSC) или 12 (PAL) DIF-последовательностей. DV-DIF блоки могут быть записаны в файлы в «сыром» формате (с расширением .dv или .dif) или упакованы в такие форматы как AVI, QuickTime и MXF.

## Форматы файлов
DV-DIF — файлы с расширением .dv или .dif содержат DV видео в «сыром» виде, то есть в виде DIF-последовательностей, как оно передается по интерфейсу IEEE 1394.
DV AVI — тип AVI контейнера, содержащего звуковые и видео данные, сжатые с применением кодеров DV стандарта. Существует два типа DV AVI файлов:
- Тип 1: аудио-видео данные мультиплексированы в одном потоке. Несовместим с Video for Windows и проигрывается только через DirectShow.
- Тип 2: в одном файле содержит дополнительный звуковой поток вместе с потоком Типа 1. Более старый вариант, однако совместим с Video for Windows.

Quicktime-DV — видео и звуковые данные, упакованные в контейнер Quicktime. Применяется преимущественно на компьютерах Apple.
MXF-DV — DV видео в MXF контейнере, которые используются в видеокамерах с записью на карты P2 (Panasonic) и в камерах XDCAM/XDCAM EX (Sony).

## Компрессия DV

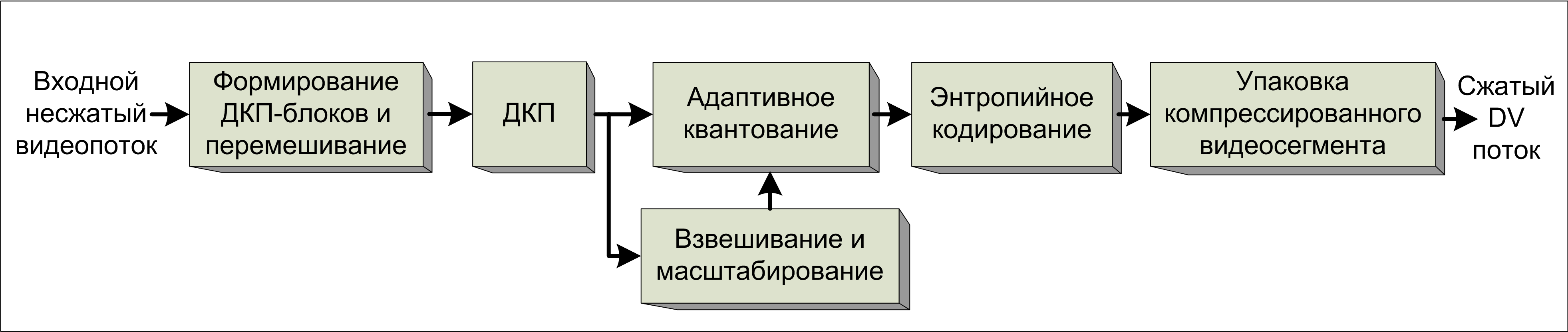
Компрессия DV

Компрессия DV состоит из следующих этапов:
1. Формирование блока элементов изображения размером 8х8 пикселей.
2. Применение дискретного косинусного преобразования (ДКП) к каждому блоку. Эта операция преобразует уровни отсчётов изображения в коэффициенты частотной области.
3. Формирование макроблока из шести блоков — четырёх яркостных и двух цветоразностных (4:1:1 или 4:2:0).
4. Распределение макроблоков в зависимости от веса их коэффициентов. Пять макроблоков, взятых из различных областей кадра, образуют видеосегмент.
5. Квантование коэффициентов ДКП с разным уровнем — производится для достижения лучшего сжатия с минимальными искажениями при ограниченном объёме данных в компрессированном видеосегменте, равном 385 байтов.
6. Кодирование потока данных кодовыми словами переменной длины. Размер компрессированного макроблока с дополнительными данными составляет 77 байт.
7. Компрессированные макроблоки упаковываются в видеосегмент. Более детализированные макроблоки, требующие большего объёма данных, могут использовать пространство других, менее детализированных, макроблоков данного видеосегмента.

## Техническая спецификация
В формате DV используется 8-битный цифровой компонентный видеосигнал с разрешением 720х576 пикселей и частотой выборки (цветовой субдискретизацией)4:2:0 для сигналов яркости и цветности (для NTSC — 720х480 4:1:1). Для уменьшения избыточности сигнала используется внутрикадровая компрессия на основе дискретного косинусного преобразования (ДКП). Коэффициент компрессии сигнала — 5:1. Скорость потока данных: 25 Мбит/с видео, 1,5 Мбит/с аудио и 3,5 Мбит/с служебной информации. Поддерживается запись двух каналов звукового сопровождения с частотой дискретизации аудиосигнала 48 кГц при 16-битном квантовании или четырёх каналов звука с параметрами 32 кГц/12 бит. В служебной области производится запись даты и времени.

## Разновидности формата

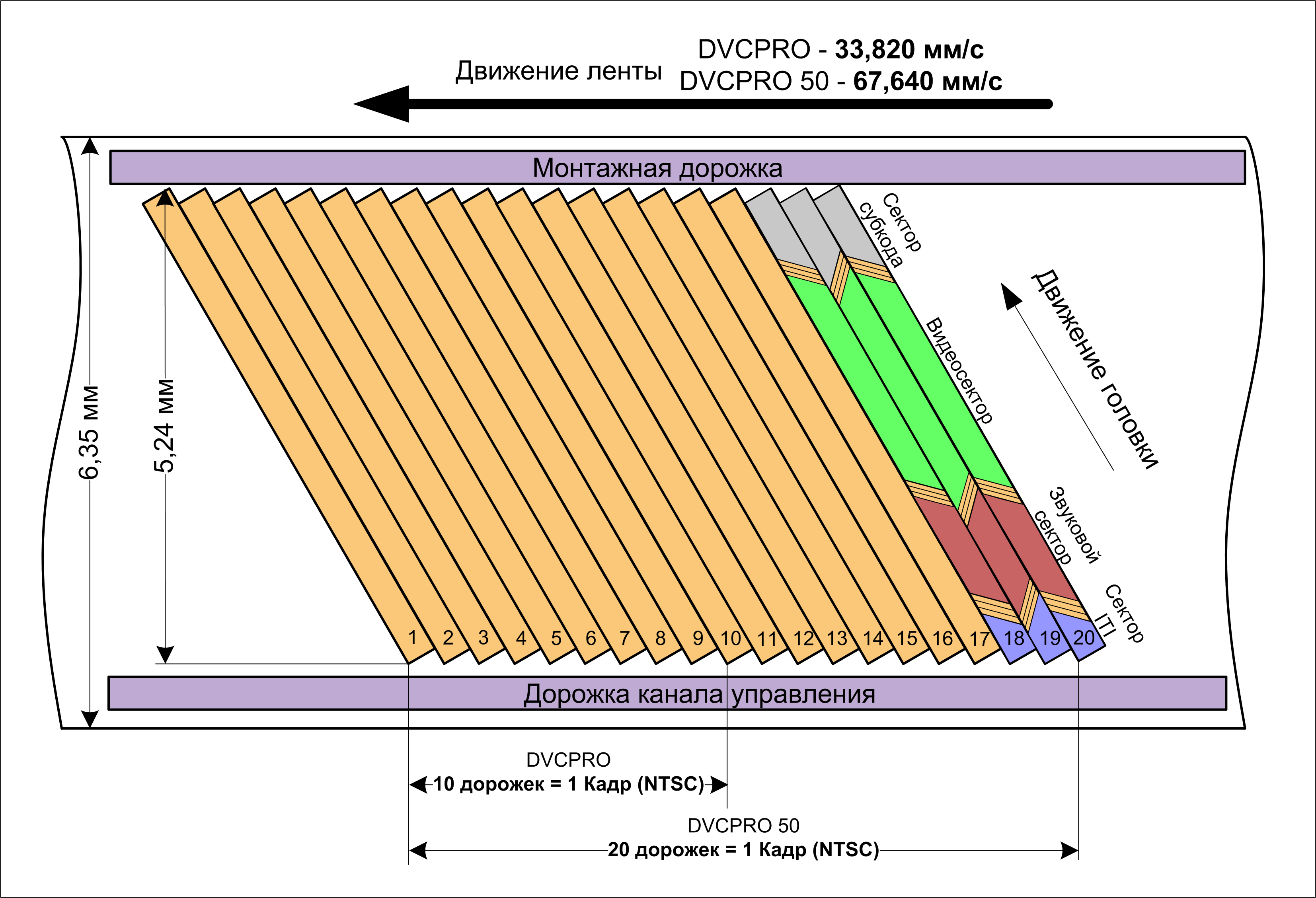
Расположение наклонных и продольных дорожек на видеофонограмме форматов DVCPRO и DVCPRO50

### miniDV
Формат бытовых и полупрофессиональных видеокамер, в котором применяется видеокассета уменьшенного размера (65x47x12 мм). Запись ведётся в формате DV 25 Мбит/с. Воспроизведение и запись возможны на видеомагнитофонах форматов DV, DVCAM, DVCPRO. В 1995 году компанией Sony была представлена первая трёхматричная полупрофессиональная камера VX1000.

### DVCPRO
Профессиональный формат DVCPRO, также известный как DVCPRO25 был разработан фирмой Panasonic в 1995 году специально для электронных репортажей (англ. Electronic News Gathering (ENG)) с помощью передвижной спутниковой станции (ПСС), где является конкурентом семейству форматов Betacam. Поддерживает вход/выход YUV и SDI с управлением RS-422. Стандартизирован в 1998 году SMPTE 306M-1998, как стандарт компонентной видеозаписи D-7.
В отличие от базового формата DV запись звука производится только в двухканальном варианте 16 бит/48 кГц. Однако, также есть дополнительная продольная звуковая дорожка, для удобства монтажа и поиска материала. В формате DVCPRO применяется цветовая субдискретизация 4:1:1 для обоих стандартов разложения с частотой полей 50 и 60 Гц. Транспортировка ленты в 1,8 раза быстрее, чем у базового DV. Запись ведётся на ленту с металлическими частицами, что увеличивает долговечность ленты при монтаже, с шириной дорожки 18 микрон, против 10 микрон у DV. Каждый кадр изображения записывается на 10-ти дорожках для стандарта NTSC (525/60) или 12-ти дорожках для стандарта PAL (625/50). Имеются две продольные дорожки — монтажная и управляющая. Режим увеличенного времени записи LongPlay — отсутствует.

### DVCAM
DVCAM — цифровой видеоформат, профессиональный вариант потребительского DV созданный компанией Sony в 1996 году. Ширина дорожки здесь увеличена по сравнению с DV с 10 до 15 микрон, а скорость ленты увеличена в 1,5 раза. Каждый кадр записывается на 12 (PAL) наклонных дорожках. Это обеспечило повышение помехозащищённости записи и хранения данных. Кассеты DV воспроизводятся на DVCAM и, наоборот, кассеты DVCAM полноценно воспроизводятся на видеомагнитофонах DV фирм Sony и Panasonic.

### Digital8
Digital8 — цифровой DV-видеоформат созданный в 1999 году для записи на 8-ми мм магнитную ленту и предназначенного для потребительского сектора DV (как продолжатель аналоговых 8-ми мм форматов Hi8, Video 8). Видеокамеры были ориентированы только на любителей и имели упрощённую функциональность. Кроме того для формата Digital8 выпускались переносные видеомагнитофоны «Video Walkman»

### DVCPRO50
DVCPRO50 — обеспечивает битрейт до 50 Мб/с, DVCPRO50 поддерживает IEEE 1394 ввод-вывод для нелинейного монтажа.
DVCPRO50 представлен Panasonic в 1997 году. DVCPRO50 применяется цветовая дискретизация 4:2:2. В отличие от базового формата DVCPRO поддерживается запись звука в четырёхканальном варианте 16 бит/48 кГц. Скорость ленты увеличена вдвое, а для записи одного кадра видео потребовалось вдвое большее число наклонных дорожек на ленте: для стандарта NTSC — 20 вместо 10, для PAL — 24 вместо 12. Время записи на стандартную кассету DVCPRO сокращается вдвое, поэтому были представлены кассеты большего формата (DVCPRO 50 XL), позволяющие вместить 126 минут видео с потоком данных 50 Мбит/с.

### Digital S
Похожий формат, Digital-S (D9), предложенный JVC, использует кассеты размера VHS с применением ленты шириной 12,65 мм. Для записи видео также, как и в DVCPRO50, используется компрессия DV с потоком видео 50 Mбит/с. Компонентное видео формата 4:2:2 стандартного разрешения с соотношением сторон 4:3 или 16:9. Звук записывается в формате ИКМ 16бит/48кГц до 4 каналов.
Сравнимые по качеству форматы фирмы Sony включают Digital Betacam, представленный в 1993 году, и MPEG IMX, представленный в 2001 году.

### DVCPRO Progressive
DVCPRO Progressive формат с прогрессивной разверткой был представлен компанией Panasonic для новостного производства, спортивной журналистики и цифрового кинематографа. Формат использует стандарт разложения 480p или 576p с цветовой дискретизацией 4:2:0 и четырьмя звуковыми каналами 16-бит/48 кГц. Like HDV-SD. Поддерживается шесть режимов записи и воспроизведения: с прогрессивной разверткой — 16:9 (50 Мбит/с) и 4:3 (50 Мбит/с), с чересстрочной развёрткой 16:9 (50 Мбит/с), 4:3 (50 Мбит/с), 16:9 (25 Мбит/с), 4:3 (25 Мбит/с). Формат был вытеснен DVCPRO HD.

### DVCPRO HD
DVCPPRO HD известен также как DVCPRO100 — формат высокой чёткости обеспечивает битрейт до 100 Мб/с. Скорость видеопотока зависит от частоты кадров и может составлять от 40 Мбит/с для режима 24 кадров/с и до 100 Мбит/с для режимов 50/60 кадров/с. Также как в DVCPRO50, в DVCPRO HD применяется цветовая дискретизация 4:2:2.
DVCPRO HD использует меньший размер растра, чем вещательное телевидение высокой чёткости: 960x720 пикселей для 720p, 1280x1080 для 1080/59.94i и 1440x1080 для 1080/50i. Подобное понижение горизонтального разрешения применяется в некоторых и других форматах. DVCPRO HD оборудование обратносовместимо с более старыми DV/DVCPRO форматами.
Помимо стандартного формата DVCPRO HD, использующего четырёхкратное увеличение скорости ленты по сравнению с DVCPRO и двукратное по сравнению с DVCPRO50, который позволял записывать только 46 минут видео высокого разрешения, так же был разработан и представлен в 2002 году формат DVCPRO HD-LP (Long Playing — «длительное воспроизведение»). Время воспроизведения было увеличено вдвое без потери в качестве за счет формирования более узких наклонных дорожек (9 вместо 18 мкм) при незначительном увеличении их длины (32,9 вместо 32,8 мм) и снижения скорости ленты вдвое, такой же, как в формате DVCPRO50. При использовании специально разработанной XL-кассеты продолжительность записи может достигать 124 мин. Базовый формат DVCPRO HD предусматривает запись одного видеокадра на 40 дорожках, а DVCPRO HD-LP — только на 38 дорожках, за счет применения более совершенного механизма блока видеоголовок, введением двух дополнительных защитных дорожек и более мощной системой коррекции ошибок.

### HDV
HDV (англ. High Definition Video) — стандарт записи видео высокой чёткости на кассеты miniDV для видеокамер разработанный JVC и поддержанный Sony, Canon и Sharp в 2003 году. Используется сжатие H.262/MPEG-2 Part 2 с битрейтом 25 Мбит/c. Звук записывается со сжатием MPEG-1 Layer 2 384 кбит/с. Как правило, в камерах съемка возможна не только в формате HDV, но и DV. Камеры Sony поддерживают воспроизведение и запись в формате DVCAM.

### Сравнение параметров форматов семейства
| Параметры                                 | DV                                              | DVCAM                                           | DVCPRO                                                 | Digital 8                                                     | Digital-S                                       | DVCPRO50                                                         | DVCPRO P                                                         | DVCPRO HD                                                                                      |                       |
| Видео                                     | Видео                                           | Видео                                           | Видео                                                  | Видео                                                         | Видео                                           | Видео                                                            | Видео                                                            | Видео                                                                                          |                       |
| ----------------------------------------- | ----------------------------------------------- | ----------------------------------------------- | ------------------------------------------------------ | ------------------------------------------------------------- | ----------------------------------------------- | ---------------------------------------------------------------- | ---------------------------------------------------------------- | ---------------------------------------------------------------------------------------------- | --------------------- |
| Разрешение, дискретизация                 | 720х576, 4:2:0 (626/50) 720х480, 4:1:1 (525/60) | 720х576, 4:2:0 (626/50) 720х480, 4:1:1 (525/60) | 720х576, 4:1:1 (626/50) 720х480, 4:1:1 (525/60)        | 320x288, 4:2:0 (626/50) 320x240, 4:1:1 (525/60)               | 320x288, 4:2:2(626/50) 320x240, 4:2:2 (525/60)  | 320x288, 4:2:2(626/50) 320x240, 4:2:2 (525/60)                   | 576p, 4:2:0P 480p, 4:2:0P                                        | 1080i60: 1280x1080(32:27), 4:2:2 1080i50: 1440x1080(4:3), 4:2:2 750p60, 750p50: 1000x750 (4:3) |                       |
| Частота дискретизации, МГц                | Y: 13,5 Pr/Pb: 3,375                            | Y: 13,5 Pr/Pb: 3,375                            | Y: 13,5 Pr/Pb: 3,375                                   | Y: 13,5 Pr/Pb: 3,375                                          | Y: 13,5 Pr/Pb: 6,75                             | Y: 13,5 Pr/Pb: 6,75                                              | Y: 27 Pr/Pb: 13,5                                                | Y: 74,25 Pr/Pb: 37,125                                                                         |                       |
| Квантование, бит/отсчёт                   | 8                                               | 8                                               | 8                                                      | 8                                                             | 8                                               | 8                                                                | 8                                                                | 8                                                                                              |                       |
| Компрессия                                | DV (внутрикадровое ДКП)                         | DV (внутрикадровое ДКП)                         | DV (внутрикадровое ДКП)                                | DV (внутрикадровое ДКП)                                       | DV (внутрикадровое ДКП)                         | DV (внутрикадровое ДКП)                                          | DV (внутрикадровое ДКП)                                          | DV (внутрикадровое ДКП)                                                                        |                       |
| Стандарт                                  | IEC 61834                                       | SMPTE 314M                                      | SMPTE 314M                                             | SMPTE 314M                                                    | SMPTE 314M                                      | SMPTE 314M                                                       | SMPTE 314M                                                       | SMPTE 370M                                                                                     |                       |
| Степень сжатия                            | 5:1                                             | 5:1                                             | 5:1                                                    | 5:1                                                           | 3,3:1                                           | 3,3:1                                                            | 5:1                                                              | 6,7:1 6,3:1 (1080i50)                                                                          |                       |
| Скорость потока, Мбит/с                   | 25                                              | 25                                              | 25                                                     | 25                                                            | 50                                              | 50                                                               | 50                                                               | 100                                                                                            |                       |
| Интерфейс                                 | IEEE 1394; несинхр./синхр. режим                | IEEE 1394; синхронный режим                     | IEEE 1394; синхронный режим                            | IEEE 1394; несинхронный режим                                 | IEEE 1394; синхронный режим                     | IEEE 1394; синхронный режим                                      | IEEE 1394; синхронный режим                                      | IEEE 1394; синхронный режим                                                                    |                       |
| Звук                                      |                                                 |                                                 |                                                        |                                                               |                                                 |                                                                  |                                                                  |                                                                                                |                       |
| Звук, дискретизация, кГц/бит              | 48, 44,1, 32/16 (2 канала) 32/12 (4 канала)     | 48/16 (2 канала) 32/12 (4 канала)               | 48/16 (2 канала) доп. аналоговый на продольной дорожке | 48/16 (2 канала) 32/12 (4 канала)                             | 48/16 (4 канала) две монтажные звуковые дорожки | 48/16 (4 канала) доп. аналоговый на продольной монтажной дорожке | 48/16 (4 канала) доп. аналоговый на продольной монтажной дорожке | 48/16 (8 каналов)                                                                              |                       |
| Параметры носителя                        |                                                 |                                                 |                                                        |                                                               |                                                 |                                                                  |                                                                  |                                                                                                |                       |
| Ширина ленты, мм                          | 6,35                                            | 6,35                                            | 6,35                                                   | 8                                                             | 12,65                                           | 6,35                                                             | 6,35                                                             | 6,35                                                                                           |                       |
| Шаг дорожек, мкм                          | 10 (SP) 6,7 (LP)                                | 15                                              | 18                                                     | 16,34                                                         | 20                                              | 18                                                               | 18                                                               | 18 (HD) 9 (HD-LP)                                                                              |                       |
| Ширина дорожек, мкм                       | 10 (SP) 6,7 (LP)                                | 15                                              | 18                                                     | 16,34                                                         | 20                                              | 18                                                               | 18                                                               | 18 (HD) 9 (HD-LP)                                                                              |                       |
| Рабочий слой ленты                        | напыленный металл                               | напыленный металл                               | напыленный металл                                      | металлический порошок                                         | металлический порошок                           | металлический порошок                                            | металлический порошок                                            | металлический порошок                                                                          | металлический порошок |
| Скорость ленты, мм/с                      | 18,8 (SP) 12,6 (LP)                             | 28,215                                          | 33,82                                                  | 28,7                                                          | 57,737                                          | 67,640 (60Гц) 67,708 (50Гц)                                      | 67,640 (60Гц) 67,708 (50Гц)                                      | 135.28 (HD) 67,708 (HD-LP)                                                                     |                       |
| Диаметр барабана головок, мм              | 21,7                                            | 21,7                                            | 21,7                                                   | 40                                                            | 76                                              | 21,7                                                             | 21,7                                                             | 21,7                                                                                           |                       |
| Размер кассет, мм                         | miniDV: 65x47x12 standart: 125x78x14,6          | miniDV: 65x47x12 standart: 125x78x14,6          | medium: 97,5x64,5x14,6 large: 125x78x14,6              | Video8, Hi8, Digital8                                         | W-VHS: 188х104х25                               | medium: 97,5x64,5x14,6 large: 125x78x14,6 xlarge:                | medium: 97,5x64,5x14,6 large: 125x78x14,6 xlarge:                | medium: 97,5x64,5x14,6 large: 125x78x14,6 xlarge:                                              |                       |
| Кассеты и макс. время записи (SP/LP), мин | miniDV: 80/120 standart: 180/270                | miniDV: 40/- standart: 184/-                    | medium: 66/ large: 126/-                               | Video8, Hi8 120-мин. лента (NTSC): 60 90-мин. лента (PAL): 60 | W-VHS: 104/-                                    | medium: 33/- large: 64/- xlarge: 126/-                           | medium: 33/- large: 64/- xlarge: 126/-                           | medium: 33/- large: 64/- xlarge: 126/-                                                         |                       |

## Стандарты
- МЭК 61834 Запись — Наклонно-строчная цифровая система видеозаписи с применением 6,35 мм магнитной ленты для потребительского сегмента (системы 525-60, 625-50, 1125-60 и 1250-50)[2]
- SMPTE 306M-2002 Цифровая телевизионная запись — 6,35-мм компонентный формат D-7 — Видеокомпрессия 25 Мбит/с — 525-60 и 625-50[3]
- SMPTE 307M-2002 Цифровая телевизионная запись — 6,35-мм компонентный формат D-7 — Магнитофонная кассета.[4]
- SMPTE 314M-1999 Телевидение — Структура данных для аудио, видео и данных, основанных на компрессии DV — 25 и 50 Мбит/с[5]
- SMPTE 321M-2002 Телевидение — Формат потока данных для обмена аудио, видео и данных, основанных на компрессии DV[6]
- SMPTE 370M-2002 Телевидение — Структура данных для аудио, видео и данных, основанных на компрессии DV 100 Мбит/с 1080/60i, 1080/50i, 720/60p[7]
- SMPTE 371M-2002 Телевидение — 6,35-мм компонентный формат D-12 — Цифровая запись 100 Mb/s 1080/60i, 1080/50i, 720/60p[8]